# Joanna Stone
Joanna Stone (Londres, Reino Unido, 4 de octubre de 1972) es una atleta australiana de origen británico, especializada en la prueba de lanzamiento de jabalina en la que llegó a ser subcampeona mundial en 1997.

## Carrera deportiva
En el Mundial de Atenas 1997 ganó la medalla de plata en el lanzamiento de jabalina, con una marca de 68.64 m que fue su mejor marca personal, tras la noruega Trine Hattestad (oro con 68.78 m) y por delante de la alemana Tanja Damaske (bronce con 67.12 metros que también fue su mejor marca personal).